# Список парусных катеров Российского императорского флота

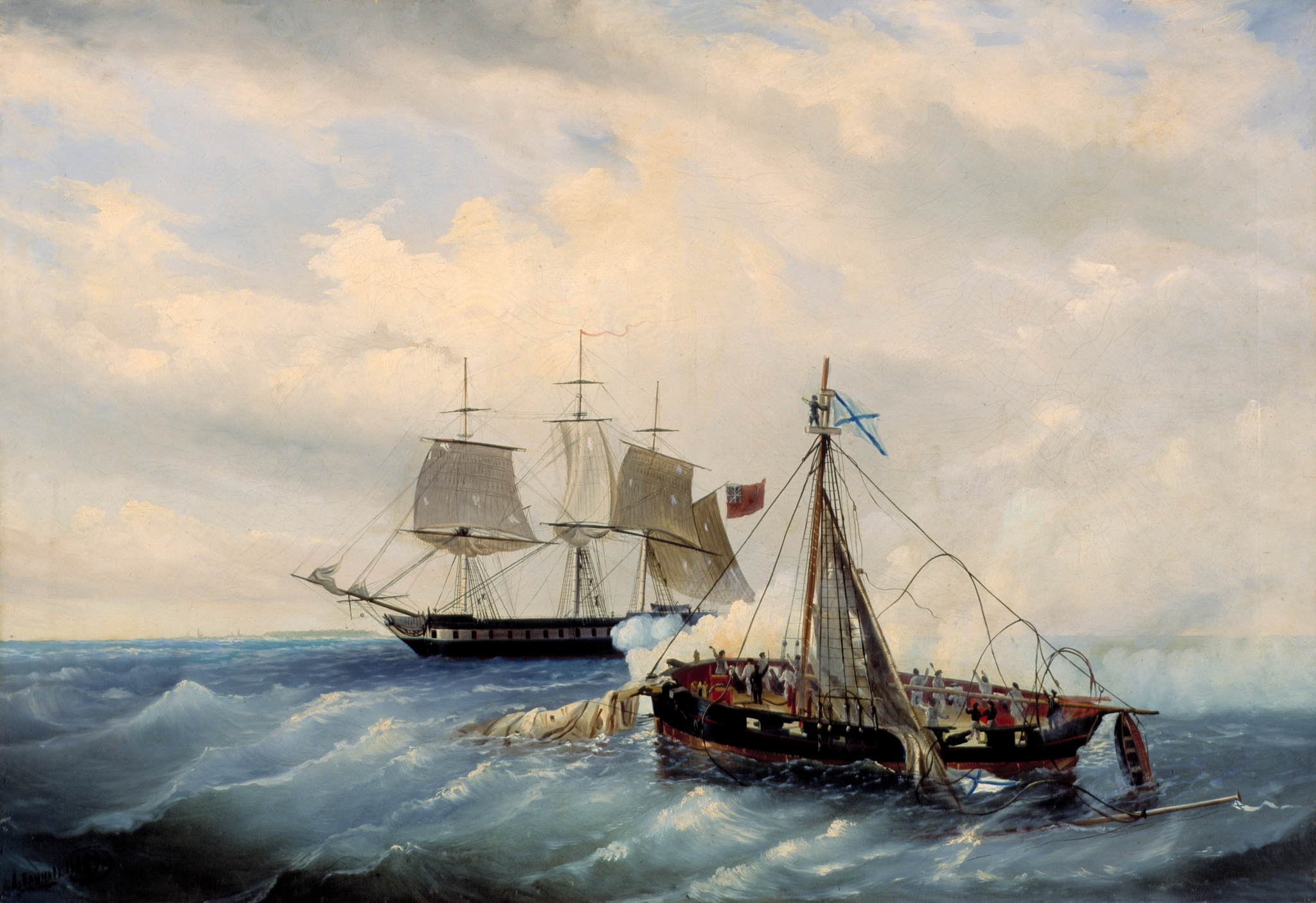
«Бой катера „Опыт“ с английским фрегатом у острова Нарген 11 июня 1808 года.» рисунок Л. Блинова

В список включены все парусно-гребные катера, состоявшие на вооружении Российского императорского флота.
Парусно-гребные катера, коттеры (нидерл. Kotter) или куттеры (англ. Cutter) представляли собой лёгкие одно- или двухмачтовые суда. Использовались суда этого класса для несения разведывательной, посыльной и крейсерской службы, для выполнения гидрографических работ и участия в экспедициях. Вооружение катеров в большинстве случаев состояло из малокалиберных пушек или карронад. В зависимости от размеров судна могли нести до трёх—четырёх десятков орудий. В составе Российского императорского флота состояли начиная с 1782 года и до середины XIX века. Несли службу в составе Балтийского и Черноморского флотов, Беломорской и Сибирской флотилий.

## Легенда
Список судов разбит на разделы по флотам и флотилиям, внутри разделов суда представлены в порядке очерёдности включения их в состав флота, в рамках одного года — по алфавиту.
- Размер — длина и ширина судна в метрах.
- Осадка — осадка судна (глубина погружения в воду) в метрах.
- Вёсла — количество вёсел.
- Верфь — верфь постройки судна.
- Корабельный мастер — фамилия мастера, построившего судно.
- История службы — основные места и события.
- н/д — нет данных.

Сортировка может проводиться по любому из выбранных столбцов таблиц, кроме столбцов История службы и Примечания.

## Катера Балтийского флота
В разделе приведены катера, входившие в состав Балтийского флота России.
| Наименование  | Ор.   | Размер     | Осадка | Верфь                              | Мастер                        | Вх.      | Вых.     | История службы | Прим.                |
| ------------- | ----- | ---------- | ------ | ---------------------------------- | ----------------------------- | -------- | -------- | --- | -------------------- |
| Вестник       | н/д   | 24,5 × 8,1 | 2,7    | Санкт-Петербургское адмиралтейство | Д. А. Масальский              | 1786     | н/д      | Принимал участие в русско-шведской войне 1788—1790 годов, в том числе в Ревельском и Выборгском сражениях, а также в бою со шведской гребной флотилией. После войны с 1791 по 1795 год выходил в практические плавания в Финский залив. | [ 2 ] [ 3 ] [ 4 ]    |
| Волхов        | 32    | 22 × 6,1   | 2,9    | Санкт-Петербургское адмиралтейство | М. Сарычев                    | 1788     | 1800     | Принимал участие в русско-шведской войне 1788—1790 годов, в том числе в Ревельском и Выборгском сражениях, а также в бою со шведской гребной флотилией. После войны использовался практических плаваний в Финский заливе и брандвахтенной службы в Либаве. | [ 2 ] [ 3 ] [ 4 ]    |
| Дельфин       | н/д   | н/д        | н/д    | н/д                                | н/д                           | 1788     | 1789     | Принимал участие в русско-шведской войне 1788—1790 годов, захватил 4 купеческих судна. Разбился в 1789 году. | [ 3 ] [ 5 ] [ 6 ]    |
| Котка         | 8     | н/д        | н/д    | н/д                                | н/д                           | н/д      | 1790     | Захвачен шведами в 1790 году. | [ 5 ]                |
| Меркурий      | 22/29 | 29,4 × 9,2 | 4,1    | н/д                                | н/д                           | 1788     | 1805     | Принимал участие в русско-шведской войне 1788—1790 годов, известен захватом шведского фрегата «Венус», помимо этого также пленил катер «Снапоп» и 29 шведских коммерческих судов. Участвовал в Ревельском и Выборгском сражениях. После войны использовался для практических плаваний и как посыльное судно. Принимал участие в войне с Францией 1798—1800 годов в качестве крейсерского судна. | [ 3 ] [ 5 ] [ 7 ]    |
| Нева          | 8     | 21 × 6,3   | 3      | Санкт-Петербургское адмиралтейство | Поспелов                      | 1788     | 1800     | Принимал участие в русско-шведской войне 1788—1790 годов, в том числе в Гогландском и Эландском сражениях, а также в нескольких столкновениях со шведскими гребными судами. В 1791 и 1792 годах находился в Кронштадте. Принимал участие в войнах с Францией 1792—1797 годов и 1798—1800 годов, использовался в качестве крейсерского судна.                                                    | [ 3 ] [ 4 ] [ 8 ]    |
| Летучий       | н/д   | 23,8 × 9,1 | 3,2    | Санкт-Петербургское адмиралтейство | Д. А. Масальский              | 1788     | 1794     | Принимал участие в русско-шведской войне 1788—1790 годов, в том числе в Гогландском, Ревельском и Выборгском сражениях, а также в нескольких столкновениях со шведскими гребными судами и береговыми батареями. После войны использовался практических плаваний в Балтийском море, а в 1793 году стоял в Кронштадте.                                                                            | [ 3 ] [ 4 ] [ 9 ]    |
| Надёжный      | 8     | 19,8 × 5,9 | 2,7    | Санкт-Петербургское адмиралтейство | В. Д. Власов                  | 1788     | 1815     | Принимал участие в русско-шведской войне 1788—1790 годов, использовался в качестве посыльного судна. После войны в 1796 и с 1802 по 1805 год нёс брандвахтенную службу в Кронштадте. | [ 3 ] [ 9 ] [ 10 ]   |
| Счастливый    | 8     | 20,4 × 6,1 | 2,8    | Кронштадтская верфь                | Капаев                        | 1788     | 1795     | Принимал участие в русско-шведской войне 1788—1790 годов, в том числе в Гогландском, Ревельском и Выборгском сражениях, а также в нескольких столкновениях со шведскими гребными судами и береговыми батареями. После войны находился в Кронштадте. | [ 3 ] [ 5 ] [ 11 ]   |
| Лебедь        | 38    | 23,8 × 9,1 | 3,4    | Санкт-Петербургское адмиралтейство | Д. А. Масальский              | 1789     | н/д      | Принимал участие в русско-шведской войне 1788—1790 годов, в том числе в первом Роченсальмском, Ревельском и Выборгском сражениях. После войны в 1791 году совершал плавания между Кронштадтом и Ревелем. | [ 3 ] [ 5 ] [ 12 ]   |
| Баклан        | 38    | 23,8 × 9,1 | 3,4    | Санкт-Петербургское адмиралтейство | Д. А. Масальский              | 1789     | 1798     | Принимал участие в русско-шведской войне 1788—1790 годов, в том числе в первом Роченсальмском и Красногорском сражениях. После войны в 1791 году нёс брандвахтенную службу на Северном фарватере Кронштадта. В 1792, 1793, 1794, 1797 и 1798 годах выходил в практические плавания в Балтийском море.                                                                                           | [ 3 ] [ 5 ] [ 12 ]   |
| Гагара        | 38    | 23,8 × 9,1 | 3,4    | Санкт-Петербургское адмиралтейство | Д. А. Масальский              | 1789     | н/д      | Принимал участие в русско-шведской войне 1788—1790 годов, в том числе в сражении со шведскими гребными судами и береговыми батареями у Барезундского прохода и Красногорском сражении. После войны в 1791—1794, 1797 и 1798 годах выходил в практические плавания в Балтийское море и Финский залив.                                                                                            | [ 13 ] [ 14 ] [ 15 ] |
| Сокол         | 20    | 16,8 × 6,7 | 2,2    | Санкт-Петербургское адмиралтейство | Д. А. Масальский              | 1789     | н/д      | Принимал участие в русско-шведской войне 1788—1790 годов, в том числе в первом Роченсальмском сражении. После войны в 1791 и 1792 годах выходил в практические плавания в Финский залив, а в 1795 году нёс брандвахтенную службу у Виндавы. | [ 3 ] [ 5 ] [ 16 ]   |
| Кречет        | 20    | 16,8 × 6,7 | 2,2    | Санкт-Петербургское адмиралтейство | Д. А. Масальский              | 1789     | н/д      | Принимал участие русско-шведской войне 1788—1790 годов, в том числе в первом Роченсальмском сражении. | [ 13 ] [ 16 ] [ 17 ] |
| Ястреб        | 20    | 16,8 × 6,7 | 2,2    | Санкт-Петербургское адмиралтейство | Д. А. Масальский              | 1789     | н/д      | Принимал участие в русско-шведской войне 1788—1790 годов, в том числе в первом Роченсальмском сражении. После войны в 1791 году находился на Петергофском рейде, с 1792 по 1797 и в 1800 годах нёс брандвахтенную службу в Роченсальме, а в 1798—1799 годах совершил плавание в Англию. | [ 13 ] [ 16 ] [ 17 ] |
| Северный орёл | н/д   | н/д        | н/д    | н/д                                | н/д                           | 1789     | 1796     | Принимал участие в русско-шведской войне 1788—1790 годов и войне с Францией 1792—1797 годов, использовался в качестве крейсерского и посыльного судна. | [ 13 ] [ 17 ] [ 6 ]  |
| Снапоп        | 12    | н/д        | н/д    | н/д                                | н/д                           | 1789     | н/д      | Принимал участие в русско-шведских войнах 1788—1790 годов и 1808—1809 годов. Во время Отечественной войны 1812 года использовался в качестве посыльного судна. | [ 17 ] [ 18 ] [ 19 ] |
| № 1           | 20    | 27,4 × 9,8 | 3,6    | Соломбальская верфь                | М. Д. Портнов                 | 1790     | н/д      | Принимал участие в русско-шведской войне 1788—1790 годов, в составе эскадры бригадира М. К. Макарова находился на Архангельском рейде, также использовался для крейсерских плаваний. В 1801 году нёс брандвахтенную службу у Новодвинской крепости. | [ 13 ] [ 16 ] [ 17 ] |
| № 2           | 20    | 27,4 × 9,8 | 3,6    | Соломбальская верфь                | М. Д. Портнов                 | 1790     | н/д      | Принимали участие в русско-шведской войне 1788—1790 годов, в составе эскадры бригадира М. К. Макарова находились на Архангельском рейде, также использовались для крейсерских плаваний. | [ 13 ] [ 16 ] [ 17 ] |
| № 3           | 20    | 27,4 × 9,8 | 3,6    | Соломбальская верфь                | М. Д. Портнов                 | 1790     | н/д      | Принимали участие в русско-шведской войне 1788—1790 годов, в составе эскадры бригадира М. К. Макарова находились на Архангельском рейде, также использовались для крейсерских плаваний. | [ 13 ] [ 16 ] [ 17 ] |
| Диспач        | 18/20 | 29,3 × 9,3 | 3,9    | н/д                                | н/д                           | 1796     | 1805     | Принимал участие в войнах с Францией 1792—1797, 1798—1800 и 1804—1807 годов. В 1802 и 1803 годах выходил в практические плаваниях в Балтийское море. Разбился 1805 году. | [ 13 ] [ 20 ] [ 21 ] |
| Лось          | н/д   | 16,2 × 5,5 | 2,3    | н/д                                | н/д                           | 1789     | 1789     | Принимал участие в русско-шведской войне 1788—1790 годов. Захвачен шведами у полуострова Паркалаут. | [ 6 ] [ 13 ] [ 17 ]  |
| Олень         | н/д   | 16,2 × 5,5 | 2,3    | н/д                                | н/д                           | 1789     | н/д      | Принимал участие в русско-шведской войне 1788—1790 годов, в том числе в Ревельском и Выборгском сражениях. | [ 6 ] [ 13 ] [ 17 ]  |
| Вестник       | 20    | н/д        | н/д    | Главное адмиралтейство             | А. И. Мелихов                 | 1800 год | 1810 год | Использовался для практических плаваний, сопровождения судов и несения брандвахтенной службы в Риге. Разобран в Кронштадте. | [ 22 ] [ 23 ] [ 20 ] |
| Гонец         | 20    | н/д        | н/д    | Главное адмиралтейство             | А. И. Мелихов                 | 1800 год | 1810 год | Использовался для практических плаваний и несения брандвахтенной службы на Кронштадтском рейде. Принимал участие в русско-шведской войне 1808—1809 годов. | [ 23 ] [ 20 ]        |
| Бегун         | 8     | 16,8 × 5,5 | 2,3    | Кронштадтская верфь                | В. Д. Власов                  | 1804     | 1815     | Использовался для практических плаваний в Балтийском море и Ботническом заливе. Принимал участие в Отечественной войне 1812 года и войне с Францией 1813—1814 годов в качестве крейсерского судна. Разобран в Або. | [ 22 ] [ 23 ] [ 20 ] |
| Сокол         | 8     | 16,8 × 5,5 | 2,3    | Кронштадтская верфь                | В. Д. Власов                  | 1804     | н/д      | Использовался для практических плаваний в Финском заливе. Принимал участие в боевых действиях против флотов Англии и Швеции на Балтийском море в 1808—1809 годах, Отечественной войне 1812 года и войне с Францией 1813—1814 годов в качестве крейсерского судна. После до 1821 года нёс брандвахтенную службу у Аландских островов.                                                            | [ 22 ] [ 23 ] [ 20 ] |
| Стрела        | 20    | н/д        | н/д    | Кронштадтская верфь                | В. Д. Власов                  | 1804     | 1809     | Принимал участие в войне с Францией 1804—1807 годов в Средиземном море. В 1809 году продан французскому правительству. | [ 23 ]               |
| Жемчуг        | 8     | 18,3 × 6,4 | 3      | Главное адмиралтейство             | А. И. Мелихов                 | 1806     | 1815     | Принимал участие в боевых действиях против флотов Англии и Швеции на Балтийском море 1808—1809 годов, Отечественной войне 1812 года и войне с Францией 1813—1814 годов. Разобран в Свеаборге. | [ 22 ] [ 20 ] [ 24 ] |
| Топаз         | 8     | 18,3 × 6,4 | 3      | Главное адмиралтейство             | А. И. Мелихов                 | 1806     | 1815     | Принимал участие в боевых действиях против флотов Англии и Швеции на Балтийском море 1808—1809 годов, Отечественной войне 1812 года и войне с Францией 1813—1814 годов, в том числе в блокаде Данцига. Разобран в Або. | [ 22 ] [ 20 ] [ 24 ] |
| Опыт          | 14    | 20,1 × 6,7 | 2,8    | Главное адмиралтейство             | И. В. Курепанов               | 1806     | 1808     | Принимал участие в боевых действиях против флотов Англии и Швеции на Балтийском море 1808—1809 годов. Известен участием в неравном бою с английским фрегатом «Salsette», в котором был захвачен англичанами. | [ 22 ] [ 20 ] [ 25 ] |
| Навигатор     | 8     | н/д        | н/д    | н/д                                | н/д                           | 1806     | 1808     | С 1807 по 1817 год использовался для осмотра и снабжения маяков Финского залива. Во время Отечественной войны 1812 года нёс службу в качестве посыльного и конвойного судна. Разобран в Ревеле. | [ 22 ] [ 20 ] [ 26 ] |
| Дрозд         | 14    | 20,4 × 6,9 | 3,1    | Лодейнопольсая верфь               | Г. С. Исаков и А. П. Антипьев | 1808     | 1825     | Принимал участие в русско-шведской войне 1808—1809 годов. После войны в 1810 и 1811 годах выходил в плавания в Финский залив, а с 1812 года находился в Кронштадте, где и был разобран. | [ 27 ] [ 28 ] [ 29 ] |
| Лещ           | 14    | 20,4 × 6,9 | 3,1    | Лодейнопольсая верфь               | Г. С. Исаков и А. П. Антипьев | 1808     | 1825     | Состоял при Кронштадтском порте. С 1815 по 1819 год с июля по октябрь использовался в качестве плавучего маяка у Лондонской мели. Разобран в Кронштадте. | [ 27 ] [ 29 ] [ 30 ] |
| Лось          | 14    | 20,4 × 6,9 | 3,1    | Лодейнопольсая верфь               | Г. С. Исаков и А. П. Антипьев | 1808     | 1819     | Принимал участие в Отечественной войне 1812 года и войне с Францией 1813—1814 годов. С 1815 года находился в Ревеле, где и был разобран. | [ 22 ] [ 28 ] [ 29 ] |
| Муравей       | 14    | 20,4 × 6,9 | 3,1    | Лодейнопольсая верфь               | Г. С. Исаков и А. П. Антипьев | 1808     | 1825     | Принимал участие в русско-шведской войне 1808—1809 годов, Отечественной войне 1812 года и войне с Францией 1813—1814 годов. Разобран в Кронштадте. | [ 27 ] [ 30 ] [ 31 ] |
| Олень         | 14    | 20,4 × 6,9 | 3,1    | Лодейнопольсая верфь               | Г. С. Исаков и А. П. Антипьев | 1808     | 1825     | В 1809 и 1810 годах находился в Свеаборгском порту, в 1812 году — в Кронштадте. Разобран в Кронштадте. | [ 22 ] [ 28 ] [ 32 ] |
| Сверчок       | 14    | 20,4 × 6,9 | 3,1    | Лодейнопольсая верфь               | Г. С. Исаков и А. П. Антипьев | 1808     | 1825     | В 1813 году совершил плавание из Кронштадта в Ригу. Других сведений о плаваниях судна не сохранилось. Разобран в Кронштадте. | [ 27 ] [ 32 ] [ 33 ] |
| Щеглёнок      | 14    | 20,4 × 6,9 | 3,1    | Лодейнопольсая верфь               | Г. С. Исаков и А. П. Антипьев | 1808     | 1825     | Сведений о плаваниях судна не сохранилось. В 1812 году находился в Кронштадте. Разобран в Кронштадте. | [ 27 ] [ 30 ] [ 32 ] |
| Ястреб        | 14    | 20,4 × 6,9 | 3,1    | Лодейнопольсая верфь               | Г. С. Исаков и А. П. Антипьев | 1808     | 1820     | Принимал участие в русско-шведской войне 1808—1809 годов, Отечественной войне 1812 года и войне с Францией 1813—1814 годов. В 1816, 1818 и 1819 годах нёс брандвахтенную службу в Роченсальме, где и был разобран. | [ 27 ] [ 28 ] [ 32 ] |
| № 89          | 14    | 20,4 × 6,9 | 3,1    | Лодейнопольсая верфь               | Г. С. Исаков и А. П. Антипьев | 1808     | 1825     | Сведений о плаваниях судна не сохранилось. В 1812 году находился в Кронштадте. Разобран в Кронштадте. | [ 27 ] [ 30 ] [ 32 ] |
| № 90          | 14    | 20,4 × 6,9 | 3,1    | Лодейнопольсая верфь               | Г. С. Исаков и А. П. Антипьев | 1808     | 1823     | Принимал участие в Отечественной войне 1812 года и войне с Францией 1813—1814 годов. С 1815 по 1822 год нёс брандвахтенную службу в Риге, где и был разобран. | [ 27 ] [ 30 ] [ 32 ] |
| Атис          | 18    | 14,7 × 5   | 1,7    | н/д                                | н/д                           | 1808     | 1823     | Принимал участие в русско-шведской войне 1808—1809 годов, в том числе в сражении против шведского десанта у Юнгферзунда. С 1811 по 1818 год нёс брандвахтенную службу в Свеаборге, а с 1819 по 1823 год использовался для описи шхер у берегов Финляндии. Разбился на Гангутском рейде. | [ 18 ] [ 34 ] [ 35 ] |
| Эрн           | н/д   | н/д        | н/д    | н/д                                | н/д                           | 1809     | 1809     | Сведений о плаваниях судна не сохранилось. Сожжён русскими войсками. | [ 30 ] [ 27 ]        |
| Вестник       | 12    | 21,3 × 7,6 | 3,3    | Охтенская верфь                    | В. Ф. Стокке                  | 1813     | 1823     | Принимал участие в войне с Францией 1813—1814 годов, в том числе в блокаде Данцига. С 1815 по 1818 год выходил в практических плавания в Финский залив, а с 1819 по 1822 год нёс брандвахтенную службу в Ревеле, где и был разобран. | [ 27 ] [ 30 ] [ 36 ] |
| Хамелеон      | 12    | 21,3 × 7,6 | 3,3    | Охтенская верфь                    | В. Ф. Стокке                  | 1814     | 1823     | С 1815 по 1818 год выходил в практических плавания в Финский залив, а с 1819 по 1822 год нёс брандвахтенную службу в Риге. Разобран в Кронштадте. | [ 30 ] [ 36 ] [ 37 ] |
| Янус          | 12    | 21,3 × 7,6 | 3,3    | Охтенская верфь                    | В. Ф. Стокке                  | 1814     | 1827     | С 1815 по 1821 год выходил в практических плавания в Финский залив. Разобран в Кронштадте. | [ 30 ] [ 36 ] [ 37 ] |
| Эол           | 12    | 21,3 × 7,6 | 3,3    | Охтенская верфь                    | В. Ф. Стокке                  | 1817     | 1829     | С 1817 по 1825 год выходил в практических плавания в Финский залив, также использовался для описи берегов залива. Разобран в Кронштадте. | [ 30 ] [ 37 ] [ 38 ] |
| Зефир         | 12    | 21,3 × 7,6 | 3,3    | Охтенская верфь                    | В. Ф. Стокке                  | 1817     | 1827     | В 1818, 1819 и 1821 годах выходил в практических плавания в Финский залив, а с 1822 по 1825 год нёс брандвахтенную службу в Риге. | [ 30 ] [ 37 ] [ 38 ] |
| Пегас         | 12    | 21,3 × 7,6 | 3,3    | Охтенская верфь                    | В. Ф. Стокке                  | 1818     | 1830     | С 1819 по 1824 год использовался для описи берегов Финского и Ботнического заливов, в 1825 и 1826 годах — в качестве плавучего маяка у Лондонской мели. Разобран в Кронштадте. | [ 30 ] [ 37 ] [ 38 ] |
| Колым         | 12    | 21,7 × 7,6 | 2,9    | Охтенская верфь                    | В. Ф. Стокке                  | 1819     | 1830     | С 1820 по 1828 год выходил в практические плавания в Финский и Ботнический заливы, нёс брандвахтенную службу в Або и у острова Флисеберг. Разобран в Кронштадте. | [ 30 ] [ 37 ] [ 39 ] |

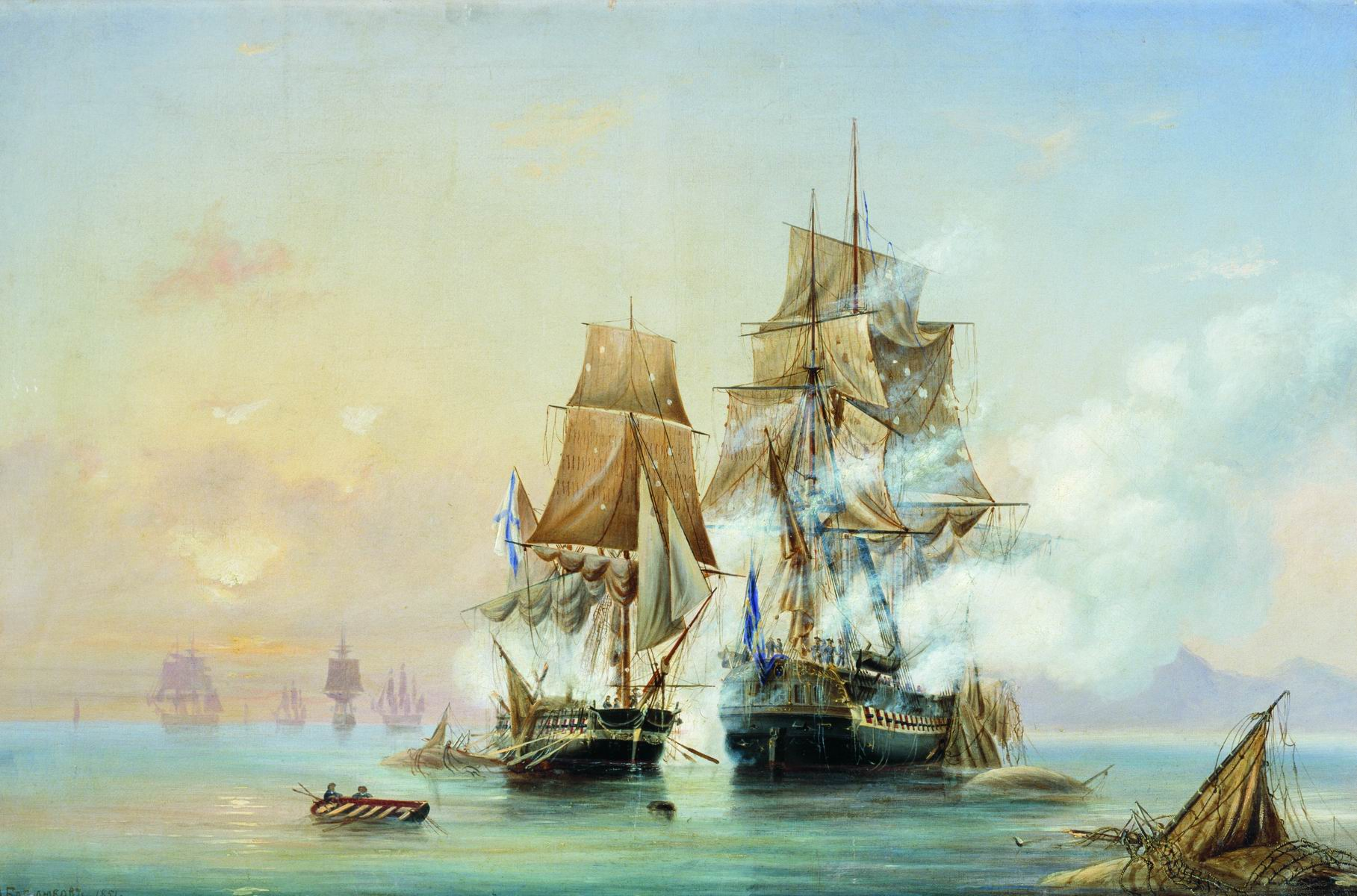
А. П. Боголюбов. Захват катером «Меркурий» шведского фрегата «Венус», 1789 год
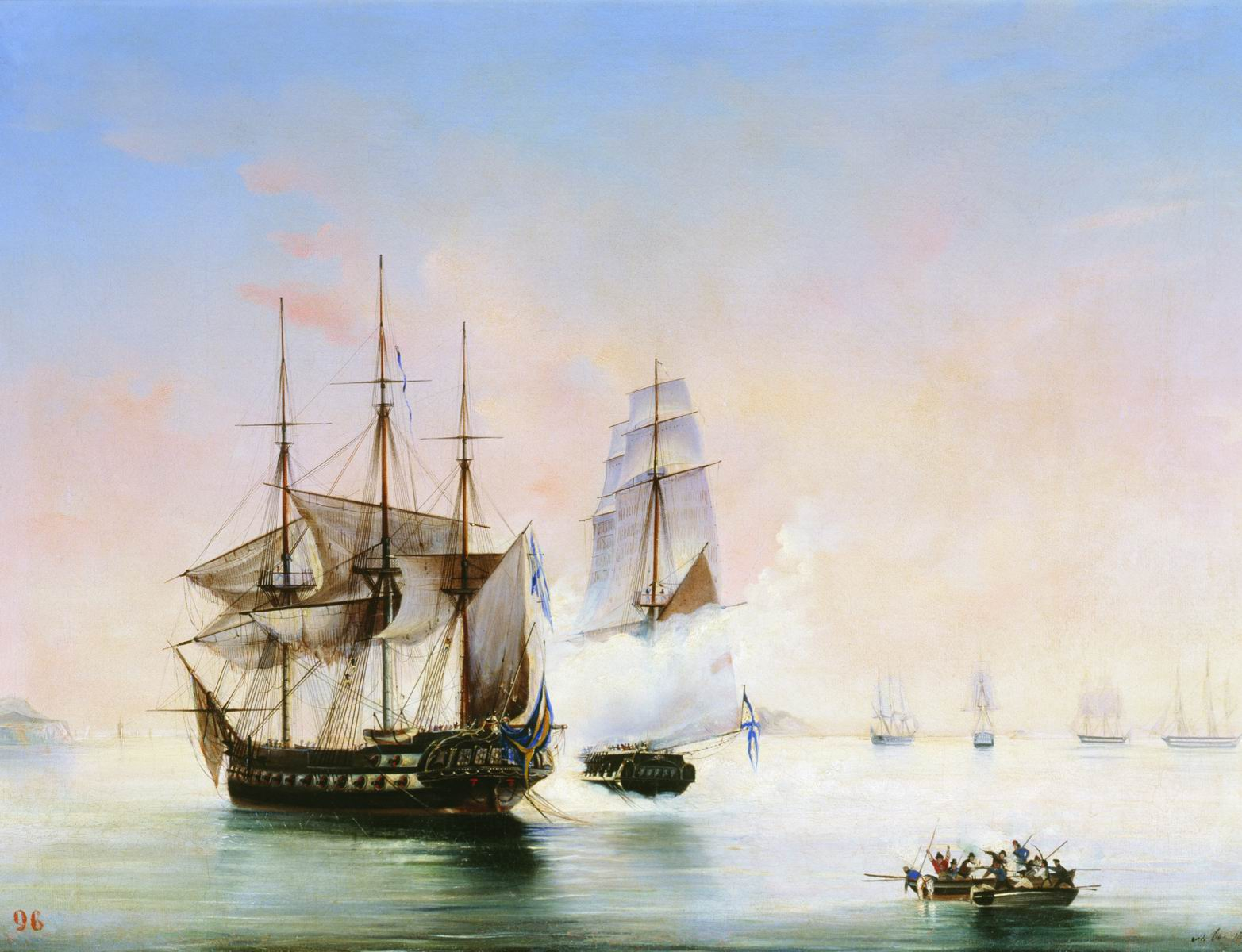
А. П. Боголюбов. Захват катером «Меркурий» шведского фрегата «Венус» 21 мая 1789 года
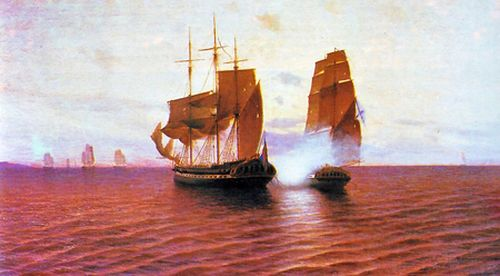
И. П. Фёдоров. Захват катером «Меркурий» шведского фрегата «Венус» 21 мая 1789 года

## Катера Черноморского флота
В разделе приведены катера, входивший в состав Черноморского флота России.
| Наименование | Ор.   | Размер     | Осадка | Верфь                          | Мастер           | Вх.  | Вых. | История службы | Прим.                |
| ------------ | ----- | ---------- | ------ | ------------------------------ | ---------------- | ---- | ---- | --- | -------------------- |
| Сокол        | 12/15 | 16,4 × 6,8 | 2,8    | Севастопольское адмиралтейство | И. Я. Осминин    | 1821 | 1846 | Использовался для практических плаваний в Чёрном море, конвоирования транспортных судов и действий у побережья Кавказа. Принимал участие в русско-турецкой войне 1828—1829 годов, в том числе в уничтожении и захвате турецких судов. В 1834 году подвергся тимберовке, после чего нёс брандвахтенную службу в Сухум-Кале и Евпатории.       | [ 39 ] [ 40 ] [ 41 ] |
| Жаворонок    | 12/15 | 15 × 6,1   | 3      | Севастопольское адмиралтейство | И. Я. Осминин    | 1825 | 1844 | Использовался для крейсерских плаваний у побережья Кавказа. Принимал участие в русско-турецкой войне 1828—1829 годов, в том числе в высадке войск у Анапы и блокаде крепости Поти. В 1831 году участвовал в высадке десанта в Геленджикской бухте. С 1836 по 1843 год нёс брандвахтенную службу в Керченском проливе.                        | [ 39 ] [ 40 ] [ 41 ] |
| Ласточка     | 12/16 | 15,2 × 6,8 | 2,4    | Николаевское адмиралтейство    | И. С. Разумов    | 1826 | 1835 | Использовался для крейсерских плаваний у побережья Кавказа. Принимал участие в русско-турецкой войне 1828—1829 годов, в том числе спасении экипажа поврежденного штормом и тонувшего транспорта «Змея». | [ 40 ] [ 41 ] [ 42 ] |
| Соловей      | 12/16 | 15,2 × 6,8 | 2,4    | Николаевское адмиралтейство    | И. С. Разумов    | 1826 | 1841 | Использовался для крейсерских плаваний у побережья Кавказа. Принимал участие в русско-турецкой войне 1828—1829 годов, высадке десанта у крепости Инада. В 1830 и 1834—1838 года использовался для действий у Кавказского побережья. В 1838 году участвовал в высадке десанта в устье реки Шапсухо. В 1841 году был переоборудован в магазин. | [ 40 ] [ 41 ] [ 42 ] |
| Быстрый      | 12    | 16,4 × 6,8 | 3,4    | Севастопольское адмиралтейство | С. И. Чернявский | 1833 | н/д  | С 1834 по 1840 год нёс службу у побережья Кавказа, а с 1841 по 1851 год — брандвахтенную службу в Очакове. | [ 40 ] [ 43 ] [ 44 ] |
| Скорый       | 6/12  | 15,1 × 5,7 | 3,1    | Севастопольское адмиралтейство | С. И. Чернявский | 1833 | 1838 | В 1833 году стоял в Севастопольском порту. С 1834 по 1838 год использовался патрулирования у Кавказского побережья. В разбился в устье реки Туапсе. | [ 40 ] [ 43 ] [ 44 ] |

## Катер Беломорской флотилии
В разделе приведён катер, входивший в состав Беломорской флотилии России.
| Наименование | Ор. | Размер     | Осадка | Верфь               | Мастер         | Вх.  | Вых. | История службы | Прим.                |
| ------------ | --- | ---------- | ------ | ------------------- | -------------- | ---- | ---- | --- | -------------------- |
| Соломбал     | 20  | 30,2 × 9,1 | 3,7    | Соломбальская верфь | А. М. Курочкин | 1805 | 1825 | Использовался для плаваний в Белом море и несения брандвахтенной службы в Архангельске. Принимал участие в русско-английской войне 1807—1812 годов, был включен в состав отряда обороны Архангельска и охраны судоходства в Белом море. Разобран Архангельске. | [ 22 ] [ 23 ] [ 20 ] |

## Катера Сибирской флотилии
В разделе приведены катера, входившие в состав Сибирской флотилии России.
| Наименование | Ор. | Размер | Осадка | Верфь                     | Мастер             | Вх.  | Вых. | История службы | Прим.                |
| ------------ | --- | ------ | ------ | ------------------------- | ------------------ | ---- | ---- | --- | -------------------- |
| Чёрный орёл  | н/д | н/д    | н/д    | построен в Нижнекамчатске | P. P. Галл         | 1791 | 1808 | Принимал участие в экспедиции И. И. Биллингса и Г. А. Сарычева. С 1793 по 1806 год выходил в плаваниях в Охотское море. В 1806 году у Ямского острова был штормом выброшен на берег, однако впоследствии снят, а в 1808 году сдан к Охотскому порту за негодностью. | [ 16 ] [ 45 ] [ 46 ] |
| Кадьяк       | н/д | н/д    | н/д    | Охотская верфь            | Н. Попов, Вашуткин | 1805 | 1805 | Использовался для осмотра западных берегов Охотского моря, разбился у острова Медвежий. | [ 45 ] [ 46 ] [ 47 ] |
| Святой Зотик | н/д | н/д    | н/д    | Охотская верфь            | Н. Попов           | 1806 | 1812 | С 1807 по 1811 год использовался для плаваний между портами Охотского моря. В 1812 году разбился у Большерецка. | [ 26 ] [ 45 ] [ 46 ] |

### Комментарии
1. ↑  Двенадцать 24-фунтовых карронад и двадцать фальконетов.
2. 1 2 3 4  Куплен в Англии.
3. 1 2 3 4  Указан год покупки.
4. ↑  24-фунтовые карронады.
5. 1 2 3 4 5  Длина судов указана по палубе.
6. 1 2 3  Катера «Лебедь», «Баклан» и «Гагара» строились по одному проекту, тип «Лебедь».
7. 1 2 3  Катера «Сокол», «Кречет» и «Ястреб» строились по одному проекту, тип «Сокол».
8. 1 2  Захвачен у шведов.
9. 1 2  Указан год взятия в плен.
10. 1 2 3  Катера № 1, № 2 и № 3 строились по одному проекту, тип «Номерной».
11. ↑  Указан год покупки, построен в 1795 году.
12. 1 2  Катера «Лось» и «Олень» строились по одному проекту, тип «Лось».
13. ↑  Куплены в Англии.
14. 1 2  Катера «Вестник» и «Гонец» строились по одному проекту, тип «Вестник».
15. ↑  По другим данным — Галерная верфь.
16. 1 2  Катера «Бегун» и «Сокол» строились по одному проекту, тип «Бегун».
17. 1 2  Катера «Жемчуг» и «Топаз» строились по одному проекту, тип «Жемчуг».
18. ↑  12-фунтовые карронады.
19. 1 2 3 4 5 6 7 8 9 10  Катера «Дрозд», «Лещ», «Лось», «Муравей», «Олень», «Сверчок», «Щеглёнок», «Ястреб», № 89 и № 90 строились по одному проекту, тип «Дрозд».
20. ↑  В 1812 году был переименован в «Кюмень».
21. 1 2 3 4 5 6  Катера «Вестник», «Хамелеон», «Янус», «Эол», «Зефир» и «Пегас» строились по одному проекту, тип «Вестник».
22. 1 2  Катера «Ласточка» и «Соловей» строились по одному проекту, тип «Ласточка».
23. 1 2  В ряде документов числился тендером.
24. ↑  В ряде документов числился ботом.